# Penáguila (ort i Spanien)
Penáguila är en ort i Spanien.   Den ligger i provinsen Provincia de Alicante och regionen Valencia, i den östra delen av landet, 300 km sydost om huvudstaden Madrid. Penáguila ligger 677 meter över havet och antalet invånare är 334.
Terrängen runt Penáguila är kuperad. Runt Penáguila är det glesbefolkat, med 8 invånare per kvadratkilometer. Närmaste större samhälle är Alcoy, 10,4 km väster om Penáguila. 